# Вплив пандемії COVID-19 на кінематограф
Пандемія COVID-19 суттєво вплинула на значну кількість фільмів, які вийшли в прокат на початку 2020-х років, відображаючи її вплив на всі сектори мистецтва. По всьому світу були закриті або скоротили роботу кінозали та кінотеатри, фестивалі були скасовані або відкладені, а вихід фільмів перенесено на майбутні дати або відкладено на невизначений термін. Унаслідок закриття кінозалів і кінотеатрів касові збори по цілому світу впали на мільярди доларів, значно зросла популярність потокового передавання, також різко впала й кількість кінотеатрів. Багато блокбастерів, які спочатку були заплановані до виходу в прокат на середину березня 2020 року, було відкладені або скасовані в усьому світі, а також призупинено виробництво фільмів. Це, у свою чергу, створило можливості для ширшого показу незалежної кінопродукції.
Китайська кіноіндустрія до березня 2020 року втратила 2 мільярди доларів США, закривши всі свої кінотеатри під час періоду китайського нового року, який підтримує індустрію по всій Азії. 13–15 березня в Північній Америці були найнижчі касові вихідні з 1998 року.
Найкасовішим фільмом 2020 року став аніме-фільм «Клинок, який знищує демонів: Нескінченний поїзд», який заробив 503 мільйони доларів у всьому світі. Це був перший випадок з 2007 року, коли найкасовіший фільм певного року заробив менше 1 мільярда доларів, і вперше неамериканський фільм став найкасовішим фільмом року. У 2021 році світові касові збори показали ознаки відновлення: доходи зросли на 78 % порівняно з 2020 роком. Попри те, що пандемія ще тривала, фільм «Людина-павук: Додому шляху нема» в грудні 2021 року швидко став найкасовішим фільмом 2021 року і шостим найкасовішим фільмом усіх часів трохи більше ніж через місяць після початку прокату в кінотеатрах, і став першим фільмом з 2019 року, який заробив понад 1 мільярд доларів у всьому світі.

## Касові збори

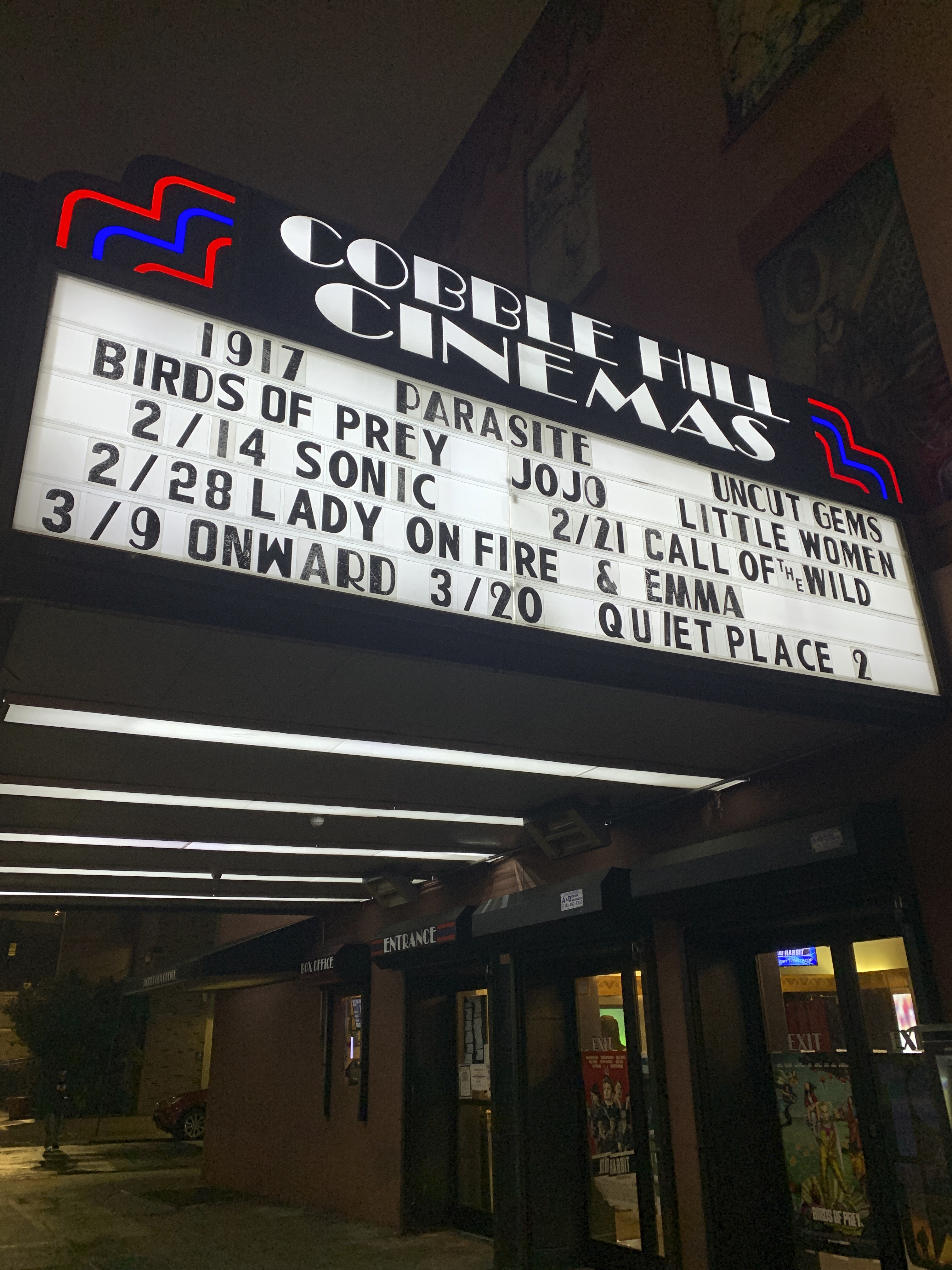
Бруклінський кінотеатр, який оголошує про свої покази в лютому 2020 року, згодом вихід фільму «Тихе місце 2» було відкладено.

На початку березня 2020 року прогнозувалось, що внаслідок пандемії світовий прокат може втратити 5 мільярдів доларів США. Країни з найвищим рівнем захворюваності закрили або обмежили роботу кінозалів і кінотеатрів, що негативно вплинуло на доходи від кінопрокату. В інших регіонах відвідуваність також знизилась. Після пандемії в материковому Китаї в січні 2020 року було закрито 70 тисяч кінотеатрів. За перші два місяці 2020 року касові збори в Китаї впали до 3,9 мільйона доларів США порівняно з 2,148 мільярда доларів США за перші два місяці 2019 року. Пізніше у результаті поширення хвороби в Італії 8 березня 2020 року уряд Італії наказав закрити всі кінотеатри на термін до місяця. Перед закриттям передбачалось, що касові збори кінотеатрів упадуть на 94 % у вихідні 6–8 березня порівняно з тим самим періодом попереднього року. Унаслідок зростання кількості випадків хвороби у Франції, кінотеатри працювали на половину місткості, не допускаючи глядачів на найбажаніші місця, щоб зменшити наближення глядачів до екранів, на цей крок пішла через декілька днів ірландсько/північноірландська мережа кінотеатрів «Omniplex Cinemas». 12 березня Катар також закрив усі кінотеатри, як і США 17 березня, Малайзія і Таїланд 18 березня, Велика Британія 20 березня, Австралія та Нова Зеландія 22 березня та Сінгапур 27 березня. Після оголошення надзвичайного стану в Токіо та шести інших префектурах Японії 7 квітня було закрито понад 220 кінотеатрів.
Відсоткові втрати касових зборів (за межами материкового Китаю) за січень — до 3 березня 2020 року становили 70–75 % в Італії, 60 % у Південній Кореї, 35 % у Гонконгу, на Філіппінах і в Сінгапурі, та 30 % на Тайвані. У квітні 2020 року касові збори в Лос-Анджелесі, ключовій місцевості кіноринку, який є опорою місцевої економіки, впали на 20 % порівняно з показниками 2019 року внаслідок запровадження надзвичайного стану, оголошеного в окрузі на початку березня 2020 року. Попри надзвичайний стан, оскільки більшість залів у кінотеатрах не вміщують більше 1000 осіб, їм було надано звільнення від заборони на масові публічні зібрання в Каліфорнії. Представник Національна асоціація власників театрів від Каліфорнії та Невади повідомив, що кінотеатри залишаться відкритими; історично кінотеатри залишалися відкритими під час інших подібних надзвичайних ситуацій. Проте опитування американців у перші березневі вихідні показало підтримку закриття кінотеатрів. 15 березня вебсайт Deadline повідомив, що понад 100 кінотеатрів у США закрилися, одні внаслідок рішення місцевої влади, а інші через неможливість утримувати їх відкритими без попиту; 17 березня, після запровадження обмеження на громадські заходи, кінотеатри на всій території США були закриті. Однак автокінотеатри, де відвідувачі зупиняються у власних автомобілях, не були закриті, і швидко знову набули популярності.
Перші березневі вихідні дали значно нижчий касовий збір у кінотеатрах, ніж у такі самі вихідні в 2019 році. У перші березневі вихідні 2019 року вийшов фільм «Капітан Марвел», який сам заробив за той вікенд у країні понад 153 мільйони доларів США, порівняно з найбільшим фільмом вікенду 2020 року — анімаційного фільму «Уперед» (мультфільм, 2020), який зібрав приблизно 39 мільйонів доларів США. На наступних вихідних спостерігався найнижчий загальний касовий збір у США з вихідних 30 жовтня—1 листопада 1998 року з меншим падінням у відсотках, ніж у вихідні після 11 вересня 2001 року, на рівні 55,3 мільйона доларів США. На самому сайті Pixar спостерігалося найбільше падіння з вихідних на вихідні, а мультфільм «Уперед», який заробив 10,5 мільйонів доларів, все ще залишався найкасовішим фільмом за вихідні та єдиним, який заробив понад 10 мільйонів доларів. 19 березня «Walt Disney Studios» і «Universal Pictures» повідомили, що вони більше не повідомлятимуть про касові збори. Аналітична компанія «Comscore» наступного дня оголосила, що призупиняє на невизначений термін звітування про касові оцінки та діаграми.
26 березня 2020 року, після того, як рівень місцевої передачі коронавірусу в Китаї впав до 0 %, за повідомленнями преси там почали знову відкриватися кінотеатри, спочатку відкрилося 250—500 кінотеатрів, але наступного дня влада знову закрила всі кінотеатри в країні.

## Події

### Нагородження
Після початку пандемії коронавірусної хвороби було проведено 3 церемонії нагородження: 10-та премія Магрітта 1 лютого, 45-та премія «Сезар» 28 лютого та 43-я премія Японської кіноакадемії 6 березня. Церемонія вручення премії Японської кіноакадемії відбулася 6 березня, проте церемонія пройшла без гостей і журналістів. 14-та церемонія вручення нагород «Seiyu Awards» була скасована в прямому ефірі, запланованому на 7 березня в Токіо, і натомість церемонію транслювали на інтернет-радіопрограмі «Nippon Cultural Broadcasting». Спочатку 40-ва церемонія вручення премії «Золота малина» мала відбутися, як і було заплановано, 14 березня 2020 року. Однак зрештою церемонію скасували. Переможці церемонії були оголошені на YouTube-каналі 16 березня.
Церемонію вручення нагород Міжнародної індійської кіноакадемії, яка мала відбутися 27 березня, було скасовано, а церемонію вручення премії «Давид ді Донателло» Італійської кіноакадемії перенесено з 3 квітня на 8 травня. Американський інститут кіномистецтва переніс церемонію вшанування Джулії Ендрюс з квітня на літо. Також було відкладено вручення премії «Platino Awards» за 2020 рік.
Премії «Оскар» і «Золотий глобус» змінили свої критерії прийнятності для номінантів 2021 року, оскільки вони зазвичай вимагають, щоб фільм демонструвався в кінотеатрах протягом мінімального проміжку часу. Голлівудська асоціація іноземної преси зазначила, що фільми, випущені за допомогою нетеатральних засобів (наприклад, цифрових), відповідатимуть вимогам, якщо їхній «чесний кінотеатральний прокат» буде заплановано в Лос-Анджелесі після 15 березня 2021 року (кінцева дата визначалась пізніше). Премія за найкращий фільм іноземною мовою так само запропонувала номінувати на премію фільми, вихід яких спочатку був запланований на кінопрокат у країні походження між 15 березня та датою, яка буде визначена пізніше. 93-тя церемонія вручення премії «Оскар» також дозволила фільмам, випущеним у вигляді захищеного паролем або трансакційного відео на вимогу, отримати право на участь, якщо їх спочатку планували демонструвати в кінотеатрах. Після того, як кінотеатри достатньою мірою відновлять роботу, вимога про те, щоб фільм демонструвався щонайменше тиждень, буде відновлено. Окрім Лос-Анджелеса, відповідні покази також дозволено проводити в одному з 5 інших великих міст США.
15 червня повідомлено, що церемонію вручення нагород «Оскар» буде перенесено на два місяці з 28 лютого по 25 квітня, щоб граничний термін для участі в конкурсі також можна було продовжити з 31 грудня 2020 року до 28 лютого. Премію губернаторів та науково-технічні премії перенесли на невизначений термін. Пізніше Британська академія телебачення та кіномистецтва (BAFTA) оголосила, що піде цьому прикладу та перенесе 74-ту церемонію вручення кінопремій Британської кіноакадемії на квітень. 22 червня вручення премії «Золотий глобус» також було перенесено з початку січня на 28 лютого 2021 року (замінивши попередню дату вручення премії «Оскар»). Вручення премії Гільдії кіноакторів також було перенесено з 24 січня на 14 березня.
Оскільки церемонію вручення премії «Греммі» у 2021 році перенесли на 14 березня у зв'язку зі сплеском випадків COVID-19 у Каліфорнії, 13 січня 2021 року церемонію вручення нагород SAG знову перенесли на 4 квітня. Спілка акторів SAG-AFTRA розкритикувала Академію звукозапису за недотримання вимог розкладу вручення інших нагород.
У Канаді внаслідок пандемії було скасовано 8-му церемонію вручення нагород «Canadian Screen Awards» і 22-гу церемонію вручення нагород «Quebec Cinema Awards». Станом на серпень 2020 року ні Канадська академія кіно і телебачення, ні кінотеатр «Québec Cinéma» не повідомляли про свої плани щодо церемоній у 2021 році.
Варіант Омікрон, епіцентрами якого в США були Лос-Анджелес і Нью-Йорк, призвів до подальшого зриву сезону вручення нагород у січні 2022 року. 27-ма церемонія вручення кінопремії «Вибір критиків» була перенесена на 13 березня 2022 року, у той самий день, в який відбувалась 75-та церемонія вручення кінопремій Британської кіноакадемії, 49-та церемонія вручення премії «Енні» була перенесена на 12 березня, а 79-та церемонія вручення премії «Золотий глобус» відбулася відповідно до суворих протоколів COVID-19, на яких були присутні лише бенефіціари Голлівудської асоціації іноземної преси. Церемонію також скоротили до нетелевізійної події внаслідок бойкоту організації медіакомпаніями та креативниками (включно з її регулярним мовником NBC) через недопуск частини своїх представників на церемонію.

### Фестивалі
Велика кількість фестивалів і заходів скасовано або перенесено. Серед перенесених заходів були фестиваль документального кіно в Салоніках, який мав розпочатися 5 березня, та перенесено на червень 2020 року; Пекінський міжнародний кінофестиваль, запланований на квітень 2020 року, та відкладений на невизначений термін; Празький міжнародний кінофестиваль, перенесений з кінця березня на десь пізніше 2020 року; кінофестиваль у Бентонвілі, призначений на 29 квітня — 2 травня та перенесений на серпень; Стамбульський міжнародний кінофестиваль, призначений на 10–21 квітня, та перенесений на пізнішу дату у 2020 році; і кінофестиваль «Трайбека». Фестиваль кіно та творчості «Cinequest», який зазвичай проводився протягом 2 тижнів у березні, мав низьку відвідуваність протягом першого тижня та переніс свій другий тиждень на серпень 2020 року. 20-й кінофестиваль у Беверлі-Гіллз, запланований на 1–15 квітня, був відкладений на невизначений термін. 38-й міжнародний кінофестиваль «Фаджр», запланований на 16-24 квітня 2020 року в Тегерані, було відкладено з планами організувати подію наприкінці весни. Літній кінофестиваль «Метро Маніла» 2020 року, спочатку запланований на 11–21 квітня 2020 року, також було відкладено після рішення про запровадження в регіоні Маніли (епіцентру епідемії COVID-19 на Філіппінах), але згодом його скасували.
Скасовані заходи включають Швейцарський міжнародний кінофестиваль і Форум з прав людини, заплановані на початок березня 2020 року; Міжнародний кінофестиваль Червоного моря, який вперше мав відбутися в березні 2020 року; березневий 2020 South by Southwest, який мав включати кінопокази; BFI Flare: Лондонський ЛГБТ-кінофестиваль; Фестиваль «Nickelodeon Slimefest 2020»; міжнародна режисерська конференція кіноінституту Дохи «Кумра»; велика подія кіноринку «Hong Kong Filmart»; кінофестиваль Національної асоціації власників кінотеатрів «CinemaCon 2020»; і телевізійний фестиваль «Lille's Series Mania». 22-ий фестиваль «Ebertfest» і 44-ий Клівлендський міжнародний кінофестиваль були скасовані. Міжнародний кінофестиваль у Нью-Джерсі «Ґарден Стейт», запланований на 25–29 березня, скасував свій демонстраційний фестиваль у Есбері-Парку, однак продовжився за початковим розкладом у режимі реального часу в потоковому онлайн-форматі. 55-ий міжнародний кінофестиваль у Карлових Варах було скасовано та перенесено на 2021 рік; його організатори пізніше оголосили про плани провести неофіційний випуск «54 ½» у листопаді 2020 року, але його було скасовано через відновлення карантинних обмежень у країні.
Каннський кінофестиваль 2020 року розіслав запрошення 6 березня, попри те, що Франція запровадила обмеження на громадські заходи незалежно від запланованих дат. Однак Каннський телевізійний фестиваль «Canneseries» і MIPTV вирішили не проводити своїх заходів, оскільки «Canneseries» перенесли на жовтень, а MIPTV скасував свою подію. 19 березня Каннський фестиваль оголосив про неможливість свого проведення у заплановані дати, з 12 по 23 травня. Розглядалося кілька варіантів можливості його проведення, головним з яких є звичайне відтермінування фестивалю до кінця червня-початку липня 2020 року. Головне місце проведення кінофестивалю було перетворено на тимчасовий притулок для бездомних.
Деякі фестивалі, зокрема «Трайбека», «South by Southwest», «ReelAbilities», «TCM Classic Film Festival» і Грінвіцький міжнародний кінофестиваль, створили нові онлайн-програми замість проведення фестивалю за звичними правилами. Міжнародний кінофестиваль у Торонто 2020 року також заплановано принаймні частково проводити онлайн. 30 липня укладачі програми кінофестивалю в Торонто оголосили про набагато меншу, ніж зазвичай, лінійку повнометражних фільмів, які будуть демонструватися в автокінотеатрах та онлайн.
У планах кіноіндустрії передбачалось, що після того, як пандемію буде приборкано, та основні події перенесено, менш важливі ділові події та фестивалі можуть бути назавжди видалені з календарів кіноіндустрії, щоб дозволити проводити важливіші події, оскільки вони можуть вважатися непотрібними, якщо їх скасування не спричинює великого ефекту, а також полегшити фінансування галузі, оскільки вона входить у рецесію, спричинену втратами від пандемії.
Кінофестиваль «Трайбека» та YouTube співпрацювали з кількома міжнародними кінофестивалями-партнерами, щоб запустити міжнародний онлайн-фестиваль безкоштовного показу фільмів на YouTube «We Are One: Global Film Festival» з 29 травня по 7 червня 2020 року.
Унаслідок безпрецедентної перерви у виробництві фільмів, спричинену пандемією, кінофестиваль у Локарно в Швейцарії звернувся до режисерів, зокрема Лукресії Мартель і Лава Діаса, з проханням вибрати фільми з 74-річної історії фестивалю для ретроспективи, яка демонструватиметься онлайн та у кількох місцях фізично.
Міжнародний кінофестиваль у Торонто повідомив, що зробить носіння масок необов'язковим, якщо глядачі розсадяться на кінопоказах. Це рішення отримало велику порцію критики за те, що воно могло призвести до надзвичайного поширення хвороби, оскільки соціальний характер фестивалю може збільшити ризик передачі COVID-19. Організатори скасували рішення протягом 24 годин, посилаючись на сплеск нових випадків в Онтаріо.
У серпні 2020 року Міжнародний кінофестиваль «Оушенсайд» проходив віртуально онлайн.
1 вересня 2020 року призупинила роботу некомерційна організація зі збору коштів та освіти «Tribeca Film Institute» внаслідок «невизначеності навколо нашої нової реальності». Кінофестиваль «Трайбека» проводиться під патронатом тієї ж компанії.
У 2020 році кінофестиваль «Horrible Imaginings» подовжив свою звичайну триденну подію до 7 днів для віртуальних показів.
У 2020 році Міжнародний кінофестиваль у Провінстауні та пов'язана з ним некомерційна організація звільнили нещодавно прийнятого генерального директора та 8 інших співробітників внаслідок пандемії.
Міжнародний кінофестиваль у Сан-Дієго, який відбувся в жовтні 2020 року, демонструвався як онлайн, так і на екранах для автомобілів.
У вересні 2021 року повідомлено, що хворий на COVID-19 відвідав кілька показів на Міжнародному кінофестивалі в Торонто. Серед постраждалих фільмів — «Дюна», «Острів Бергмана» та «Люди».
Жіночий кінофестиваль у Сан-Дієго провів останній захід у 2021 році та об'єднався в «Жіночу серію» на Міжнародному кінофестивалі в Сан-Дієго через проблеми з інфраструктурою, спричинені впливом пандемії.

### Фільми

#### Покази в кінотеатрах
22 січня 2020 року китайський блокбастер «Загублені в Росії» був скасований у прокаті в кінотеатрах, і відправлений для показу на стрімінгові платформи. Він був доступний для безкоштовного перегляду, щоб спонукати людей дивитися його та залишатися вдома. Наступного дня всі кінотеатри в Китаї були закриті. 31 січня також відбулася онлайн-прем'єра фільму «Вхід до товстого дракона». «Загублені в Росії» транслювали 180 мільйонів акаунтів протягом перших трьох днів після релізу. Найкасовішим фільмом у Китаї (і найкасовішим неангломовним фільмом за всю історію) став «Вовки-воїни 2» 2017 року, на який було продано понад 160 мільйонів квитків в усьому світі. На початку лютого офіційно скасували прем'єри американських фільмів, які мали відбутися в Китаї протягом лютого та березня. До січня китайські медіакомпанії почали знімати більше фільмів безкоштовно онлайн. На азійських ринках також відбулося скасування експорту китайськими та гонконзькими дистриб'юторами фільмів у зв'язку з святом Нового року за місячним календарем, зокрема для фільмів «Авангард», «Детектив з Чайнатауна-3», «Порятунок» і «Легенда про обожнювання»; азійський прокат тайваньського фільму «Ти кохаєш мене, як я тебе кохаю» перенесено на квітень. Кінотеатри в азійських країнах, де не запроваджували громадських обмежень, запровадили нові гігієнічні заходи, а представник однієї мережі сказав, що вони додали більше дозаторів дезінфікуючих засобів для рук, перевіряли температуру тіла персоналу та кіноглядачів, частіше прибирали приміщення та відображали попередження про небезпеку для здоров'я на екранах кінотеатрів. Новорічне свято за місячним календарем — це великий ринок для показу фільмів по всій Азії, але у 2020 році він загальмувався, оскільки в цей час почав швидко поширюватися спалах хвороби.
На початку березня 2020 року фільм про Джеймса Бонда «007: Не час помирати», прем'єра якого була запланована на березень 2020 року, а широкий прокат — на квітень 2020 року, був перенесено на листопад, а потім на квітень 2021 року. «007: Не час помирати» став першим фільмом, який змінив свій запланований випуск за межами Китаю внаслідок початку спалаху COVID-19, що дало поштовх початку обговорення драматичних наслідків для кіноекономіки: багато інших виробництв уникали запланованого випуску на той самий час, що й 25-й фільм про Бонда, і його нова дата виходу в листопаді припадала на напружений святковий період, що призвело до низького касового збору в березні/квітні та невизначеного попиту в листопаді. Однак відтермінування, на думку низки оглядачів, може спричинити більший розголос для фільму, а також займає знайомий листопадовий термін релізу двох останніх фільмів про Бонда. Також висловлено припущення, що інші фільми високого рівня зроблять так само, та відкладатимуть випуски, створюючи подібний ефект. Кілька інших фільмів незабаром відклали свій світовий прокат: широко розрекламований польський фільм жахів «W lesie dziś nie zaśnie nikt» (Сьогодні в лісі ніхто не засне) було перенесено з 13 березня на невизначений термін у майбутньому, коли ситуація врегулюється, і політичний документальний фільм «Вбити дракона», його прокат у кінотеатрах перенесено з 13 березня на 3 квітня 2020 року.
Продовження «Кролик Петрик 2: Втеча до міста» спочатку планувалося випустити у Великій Британії та США наприкінці березня та на початку квітня відповідно, але через невизначеність щодо спалаху випуск фільму було перенесено на початок серпня, а потім знову перенесено на 11 грудня 2020 року та 15 січня 2021 року відповідно. Виробник фільму Sony Pictures заявила, що зміни в міжнародному показі відбулися через побоювання щодо коронавірусу, а реліз у США перенесли синхронно через занепокоєння поширенням піратських копій, та тому, що конкуруючий дитячий фільм DreamWorks Animation/«Universal's» «Тролі 2: Світове турне» переніс свій випуск на ранішу дату, до тих самих вихідних, що мав вийти й «Кролик Петрик 2: Втеча до міста». Перепланування світового туру «Тролів» переносить його на ті ж дати, на які мав вийти у вихідні «007: Не час помирати» (обидва фільми розповсюджуються «Universal»), і залишило його найкасовішим фільмом у квітні.
Прокат інших повнометражних фільмів у деяких країнах було відкладено. Фільм компанії Pixar «Уперед», який вийшов у перші березневі вихідні, не був показаний у регіонах, які найбільше постраждали від спалаху коронавірусної хвороби; і хоча кінотеатри були закриті лише в Китаї, його також вирішили не показувати в Південній Кореї, Італії та Японії. Інші релізи березня 2020 року «Тихе місце 2» і «Мулан» також відклали вихід на екран у постраждалих районах. Це викликало занепокоєння, що якщо прем'єри фільмів у березні будуть невдалими, блокбастери, які вийдуть у травні (зокрема, «Чорна вдова» від Disney/Marvel і «Форсаж 9» від Universal), перенесуть свої дати пізніше в календарі, однак світова прем'єра фільму «Тихе місце 2» відбулася в Нью-Йорку 8 березня, як і було заплановано. Особливе занепокоєння викликав «Мулан», який не вийшов на екрани в Китаї, де творці фільму мали на меті заробити більшу частину своїх грошей, особливо з огляду на ймовірність того, що пізніше з'являться піратські копії, що зменшить зацікавленість китайським кіноглядачам відвідати його в кінотеатрах, коли їх відкриють. Для порівняння, для «Тихе місце 2» не очікувалось великої зацікавленості в Китаї, оскільки касові збори першого фільму в країні становили лише 10 % від їх загальної кількості.
12 березня 2020 року було повідомлено, що світова прем'єра «Тихого місця 2» буде відкладена через масове запровадження обмежень та скасування великих зібрань, і вперше його було перенесено на 4 вересня 2020 року, до вихідних у День праці, а потім до нової дати 23 квітня 2021 року через постійне поширення коронавірусу в США. Того ж дня реліз індійського фільму «Суріяванші», вихід якого спочатку був запланований на 24 березня, було відкладено на невизначений термін, а реліз «Форсажу 9» перенесено на 2 квітня 2021 року. Лондонська прем'єра «Мулан» 12 березня відбулася без червоної доріжки, а 13 березня повідомлено, що фільм вилучено з календаря прокату, але перенесено на 24 липня 2020 року, взявши дату виходу іншого фільму. Фільм студії «Disney» «Круїз по джунглях» був відкладений на 4 тижні до 21 серпня 2020 року. Без будь-яких інших варіантів перенесення «Мулан» знову було видалено з календаря прем'єр.
Студія «Disney» також відклала релізи фільмів «Ненаситний» і «Нові мутанти», але не «Чорної вдови». Припускають, що це пов'язано з тим, що перші фільми є автономними, а перенесення «Чорної вдови» — першого фільму четвертої фази кіновсесвіту Marvel — вплине на розвиток і розповсюдження майбутнього кінематографічного всесвіту «Marvel» і фільмів про «Marvel» студії «Disney+», студія відклала оголошення про дострокове перенесення до 17 березня, коли повідомлено про відкладення «Чорної вдови» та інших травневих фільмів — Історії Девіда Копперфілда"" та «Жінки у вікні». Хоча раніше припускали, що «Чорна вдова» зможе вийти до дати виходу на екран «Вічних» від «Marvel» у листопаді 2020 року, спочатку не було зазначено іншої дати. 3 квітня 2020 року «Чорну вдову» перенесли на 6 листопада 2020 року, прийнявши дату виходу вищезгаданих «Вічних». Через три місяці, 25 липня 2020 року, компанія «Disney» оголосила, що нова дата виходу фільму «Ненаситний» — 19 лютого 2021 року, майже через рік після вихідного релізу. У серпні 2020 року «Disney» оголосив про скасування показу в кінотеатрах «Мулан» у Північній Америці, а прем'єра фільму перенесена на «Disney+» із «Premier Access». Пізніше фільм показувався в кінотеатрах у деяких країнах, включаючи Китай. 23 вересня студія «Disney» перенесла «Чорну вдову» на 7 травня 2021 року, «Смерть на Нілі» — на 18 грудня 2020 року, а «Вестсайдську історію» — на 10 грудня 2021 року. Унаслідок цього вихід фільму «Вічні» відкладено до 5 листопада 2021 року, щоб зберегти безперервність Кіновсесвіту Marvel.
«Warner Bros.» наслідувала студію «Disney», 24 березня оголосивши про перенесення решти майбутніх фільмів. Фільм «Тенет» перенесли з 17 липня 2020 року на 31 липня 2020 року, а потім на 12 серпня 2020 року, перш ніж його затримали на невизначений термін. Фільм «Диво-жінка 1984» перенесли на 14 серпня 2020 року, потім на 2 жовтня 2020 року, а потім 25 грудня 2020 року разом із «Скубі-Ду», «На висоті мрії» і «Втілення зла» відкладено на невизначений термін. Це призвело до того, що «Скубі-Ду» не мав прокату в кінотеатрах у Північній Америці, і цей фільм одразу перейшов до відео на вимогу, тоді як «На висоті мрії» перенесено на нову дату виходу 18 червня 2021 року. До цього, 19 березня, «Universal» та «Illumination» оголосили, що «Посіпаки: Становлення лиходія» було відкладено від запланованої дати виходу 3 липня 2020 року не лише через пандемію, а й через тимчасове закриття французької анімаційної студії «Illumination Mac Guff» унаслідок пандемії, через яку анімація фільму залишиться незавершеною на початкову дату. 1 квітня 2020 року фільм було перенесено на 2 липня 2021 року, на заплановану дату виходу «Співай 2», через рік після початкової дати.
Вихід фільму «Тенет» 26 серпня 2020 року став першим великим американським блокбастером, який вийшов на екрани. Через проблеми з безпекою в Сполучених Штатах прем'єра фільму відбулася в 70 країнах за моделлю поетапного прокату, перш ніж вийти в прокат у вибраних містах США 3 вересня. Касові збори фільму досягли 150 мільйонів доларів США до 6 вересня 2020 року, зі скромними 20 мільйонами доларів безпосередньо в Сполучених Штатах.
У вересні 2020 року голова правління Sony Pictures Entertainment Тоні Вінчікерра заявив, що компанія не випускатиме жодних високобюджетних фільмів для показу в кінотеатрах, доки не закінчиться пандемія. 2 жовтня вихід фільму «007: Не час помирати» було знову відкладено на 2 квітня 2021 року через вимогу, щоб фільм мав «аудиторію в кінотеатрах у усьому світі». Це сталося на тлі тривалого закриття кінотеатрів на ключових американських ринках Лос-Анджелеса та Нью-Йорка, а також відновлення обмежень у Сполученому Королівстві внаслідок другої хвилі хвороби. Оскільки компанія «Universal Pictures» володіла правами на міжнародне розповсюдження фільму «007: Не час помирати», то її фільм «Форсаж 9» було відкладено на 28 травня 2021 року (вихідні на День пам'яті у США), щоб не канібалізувати його. Після цього «007: Не час помирати» знову перенесли на 30 вересня у Великій Британії та на 8 жовтня в США. У березні 2021 року «Форсаж 9» знову перенесли на 25 червня.
Відсутність у кінотеатрах фільмів голлівудських студій призвела до того, що аніме-фільм «Клинок, який знищує демонів: Нескінченний поїзд» став першим неголлівудським фільмом, який коли-небудь очолив щорічні світові збори. На користь фільму вплинули відносний контроль Японії над поширенням хвороби на момент його виходу, популярність франшизи та зниження конкуренції з боку закордонних фільмів.
Оскільки в Лос-Анджелесі і Нью-Йорку дозволили знову відкрити кінотеатри до березня 2021 року, очікувалося, що дистриб'ютори фільмів будуть впевненіші у випуску на екран фільмів високого рівня. Протягом того місяця «Disney» оголосив, що фільм «Чорна вдова» вийде в кінотеатрах 9 липня 2021 року, а також буде доступний на Disney+ того ж дня з Premier Access, дотримуючись тієї ж стратегії виходу на екран, яка була використана для одного з інших фільмів компанії «Рая та останній дракон». Ще два фільми кіностудії, «Круелла» та «Круїз по джунглях», також вийшли на екран у цій гібридній формі.
Попри прогрес у США щодо вакцинації, у липні 2021 року по всій країні посилилося поширення варіанту Дельта. Оскільки ще не було вакцини проти COVID-19, дозволеної для дітей молодше 12 років, низка студій оголосила про плани відкласти фільми для сімейного перегляду, чи прагнути до випуску гібридного преміум-відео на вимогу. 31 липня студія «Paramount Pictures» скасувала вихід фільму «Великий червоний пес Кліффорд», спочатку запланований до показу на вересень, а пізніше перенесла його вихід на екран на листопад з гібридним випуском на «Paramount+», а «United Artists» перевели анімаційний фільм «Родина Адамсів 2» також на гібридний випуск преміум-відео на вимогу. 12 серпня компанія «Sony Pictures» відклала вихід на екрани фільму «Веном 2: Карнаж» на 3 тижні до 15 жовтня, посилаючись на появу варіанту Дельта, а також повідомлялося, що компанія планує продати права на розповсюдження анімаційного фільму «Монстри на канікулах 4» до потокового сервісу. 1 вересня 2021 року компанія «Paramount» оголосила, що релізи фільмів «Диваки назавжди», «Найкращий стрілець: Маверік» і «Місія нездійсненна 7» буде відкладено на лютий 2022 року, травень 2022 року та липень 2023 року відповідно на тлі різкого зростання випадків Дельта-варіанту вірусу.
Деякі фільми все ще виходили в прокат у фірмових кінотеатрах; студія «Disney» відмовилася від гібридного релізу фільму «Шан-Чі та Легенда Десяти Кілець», і використала 45-денне кінотеатральне вікно; цей фільм зібрав 90 мільйонів доларів у прокаті за чотириденні довгі вихідні до Дня праці, що стало найкасовішим чотириденним виходом у День праці після фільму «Хелловін» 2007 року. До кінця вересня він став найкасовішим фільмом 2021 року в США та Канаді та першим фільмом після COVID-19, який перевищив 200 мільйонів доларів у національному прокаті. Успіх «Шан-Чі» призвів до переоцінки гібридних релізів компанією «Disney», яка повідомила 10 вересня, що всі її фільми, що залишилися до 2021 року, вийдуть суто в кінотеатрах.
6 вересня «Sony» перенесла дату виходу фільму «Веном: Карнаж» на 1 жовтня 2021 року, замінивши «Монстри на канікулах 4» у своєму графіку після продажу його «Amazon Prime Video» в угоді майже на 100 мільйонів доларів. Він став другим фільмом, касові збори якого перевищили 200 мільйонів доларів за час пандемії. Фільм «Людина-павук: Додому шляху нема» з кінематографічного всесвіту «Marvel», який розповсюджує «Sony Pictures», вийшов у прокат 17 грудня 2021 року та зібрав понад 601 мільйон доларів у перші вихідні. Він також став першим фільмом після фільму «Зоряні війни: Скайвокер. Сходження» (2019 рік), загальний збір якого перевищив 1 мільярд доларів у світовому прокаті. На початок січня 2022 року фільм «Людина-павук: Додому шляху нема» зібрав у світовому прокаті понад 1,5 мільярда доларів, обігнавши фільм «Месники» (2012 року випуску), та ставши восьмим найкасовішим фільмом усіх часів.
Популярність фільму «Людина-павук: Додому шляху нема», а також інші фактори, пов'язані з пандемією, були враховані в касовому провалі ще одного дороговартісного святкового випуску, «Вестсайдської історії» Стівена Спілберга; попри позитивні відгуки, аналітики стверджували, що фільм орієнтований на старшу аудиторію (переважно дорослих жінок), яка все ще вагалася дивитися фільми в кінотеатрах через ризики COVID-19 (особливо з нещодавньою появою варіанту Омікрон), можливо, у фільмі бракувало помітних зірок, а також висловлено думку, що існувала тенденція, коли музичні фільми на фоні бойовиків втрачали прихильність серед глядачів (посилаючись на такі приклади, як «Кішки» 2019 року, «На висоті мрії» 2021 року та «Дорогий Еван Хансен»). Ця зростаюча тенденція збереглася в 2022 році, коли глядачі почали демонструвати відмову дивитися та підтримувати престижні фільми, які не належать до жанрів коміксів і жахів у кінотеатрах протягом усієї другої половини року, що призвело до серйозних фінансові невдач нагороджених на кінофестивалях фільмів, таких як «Час Армагеддону», «Вавилон», «Банші Інішерина», «Фабельмани», «Вона сказала», «Тар», «Тілл» і «Жіночі балачки». Романтичний фільм жахів «Цілком та повністю» також не отимав визнання через його позиціонування як фільм, який здобув нагороду престижного кіноконкурсу.

#### Перехід фільмів на цифрові релізи
Цифрову версію анімаційного фільму 2019 року «Крижане серце 2» спочатку планувалося випустити на Disney+ 26 червня 2020 року, перш ніж його перенесли на 15 березня. Генеральний директор студії «Disney» Боб Чапек пояснив, що це сталося через «сильно виражені теми наполегливості та важливості сім'ї, заклики, які є неймовірно актуальними». 16 березня 2020 року «Universal Pictures» оголосила, що фільми «Людина-невидимка», «Полювання» та «Емма» — усі фільми на той час у кінотеатрах — будуть доступні через преміум-відео за запитом уже 20 березня за рекомендованою ціною 19,99 доларів США кожен. Після поганих касових зборів після виходу на початку березня, мультфільм «Уперед» став доступним для покупки в цифровому вигляді 21 березня, а 3 квітня був доданий до «Disney+». 20 березня 2020 року студія «Paramount Pictures» оголосила, що фільм «Їжак Сонік» також заплановано достроково, 31 березня, перевести на відео на вимогу. 16 березня студія «Warner Bros.» повідомила, що фільм «Хижі пташки» буде достроково випущено для відео на вимогу 24 березня. Через три дні студія повідомила, що фільм «Поза грою» також буде доступний у вигляді відео за запитом того самого дня, що й «Хижі пташки». 3 квітня студія «Disney» повідомила, що фільм «Артеміс Фаул», екранізація однойменного роману 2001 року, вийде прямо на «Disney+» 12 червня, повністю пропустивши прокат у кінотеатрах.
Китайські регулюючі органи, а також Національна асоціація власників кінотеатрів США наполегливо не рекомендували кінопрокатникам брати участь у заходах на захист кіноіндустрії.
«Тролі 2: Світове турне» (продовження фільму 2016 року) після його виходу 10 квітня було випущено безпосередньо для прокату у відео на замовлення з обмеженими показами в кінотеатрах США суто в автокінотеатрах. Генеральний директор «NBCUniversal» Джефф Шелл повідомив «The Wall Street Journal» 28 квітня, що фільм досяг 100 мільйонів доларів доходу, і заявив, що компанія не виключає випуску фільму «в обох форматах» після відновлення роботи кінотеатрів.
28 квітня 2020 року у відповідь на коментарі компанії «Shell» американська мережа «AMC Theaters» повідомила, що негайно припинить показ фільмів «Universal Pictures», і пригрозила подібними діями будь-якій іншій компанії, яка «в односторонньому порядку не відмовиться від поточної практики демонстрації світлин фільму за відсутності добросовісних переговорів між нами». 28 липня дві компанії оголосили про угоду, яка дозволяє «Universal» випускати фільм у форматі преміум-відео на вимогу після мінімум 17 днів у своїх кінотеатрах, при цьому «AMC Theaters» отримує частину доходу. Пізніше «Universal» уклала аналогічні угоди з «Cinemark Theaters» і «Cineplex Entertainment».
У рамках стратегії під назвою «віртуальне кіно» частина дистриб'юторів фільмів створили нові партнерські відносини з невеликими кінотеатрами та арт-будинками, щоб забезпечити частину онлайн-потокових продажів, зокрема «Kino Lorber», «Film Movement», «Music Box Films», «Hope Runs High» і «Oscilloscope Labs».
У грудні 2020 року студія «Warner Bros. Pictures» оголосила про те, що одночасно випустить свій список із фільмів 2021 року як для кінотеатрів, так і для трансляції на «HBO Max», протягом одного місяця. Цей підхід під назвою «Проєкт Попкорн» змусив багатьох кінематографістів, продюсерських компаній і мереж театрів висловити своє розчарування та невдоволення цим переміщенням, особливо тому, що їх не поінформували та не проконсультували з цим переміщенням, а також щодо договірних та юридичних зобов'язань.
У березні 2021 року повідомлено, що кіностудія «Warner Bros.» припинить випуски фільмів у той же день у 2022 році в рамках угоди, досягнутої студією з «Cineworld» (яка керує мережею «Regal Cinemas»), і натомість використовуватиме 45-денне вікно ексклюзивного випуску для кінотеатрів. Студія уклала аналогічну угоду з «AMC Theaters» у серпні 2021 року.
18 червня 2021 року анімаційний фільм «Лука» студії «Pixar» вийшов безпосередньо на «Disney+» у США та Канаді разом із одночасним обмеженим показом у театрі Ель-Капітан. Фільми 2021 року «Бебі бос 2» і «Хелловін убиває», які продюсує «Universal Pictures», вийшли одночасно в кінотеатрах і на «Peacock». Влітку того ж року «Paramount Pictures» оголосила, що випустить «Щенячий патруль у кіно» на Paramount+ того самого дня, що й у кінотеатрах. Студія також вирішила скасувати вихід у кінотеатрах анімаційного фільму «Ліга монстрів», і натомість випустила його на потоковому сервісі 15 грудня 2021 року.
Студія «Walt Disney Motion Pictures» випустила анімаційний фільм «Енканто» на «Disney+» через 30 днів після ексклюзивного показу в кінотеатрах. 7 січня 2022 року повідомлено, що фільм «Pixar» «Я — панда» повністю не буде виходити в кінотеатрах Сполучених Штатів і Канади, а натомість вийде на «Disney+» 11 березня разом із однотижневими обмеженими показами на театрі «Капітан», театрі «Емпайр» і «Гран-Лейк-Театрі», а також у кількох «Showcase Cinema de Lux» у Великій Британії на тлі сплеску випадків COVID-19, спричиненого варіантом Омікрон. У наступні місяці студія «Universal Pictures» повідомила про ще 4 її фільми буде показано на «Peacock» того ж дня, що йколи відбудуться їх виходи в кінотеатрах: «Вийду за тебе», «Палійка», «Хелловін. Кінець» і «Відкрийся для Ісуса. Спаси свою душу».

## Виробництво
Виробництво фільмів у найбільших зонах спалаху хвороби (переважно в Китаї, Південній Кореї та Італії) змінило розклад роботи, місце розташування або повністю припинило роботу. Студія «Sony Pictures» закрила свої офіси в Лондоні, Парижі та Польщі після того, як зареєстровано підозру на зараження одного із співробітників коронавірусом. Гільдія сценаристів Америки та Гільдія кіноакторів — Американська федерація артистів телебачення та радіо скасували всі особисті зустрічі. Студія «Hengdian World Studios» у китайському місті Дун'ян закрито на невизначений термін. Філіппінські кіностудії «Star Cinema», «Regal Entertainment» і «Cinema One Originals» також починаючи з 15 березня призупинили знімання своїх фільмів, того самого дня, коли було введено карантин у Манільській агломерації та в муніципалітеті Каїнта в провінції Рісаль.
Кілька китайських і гонконзьких фільмів припинили виробництво, в тому числі майбутній фільм режисера Вонга Карвая «Квіти», знімання якого планували в Шанхаї. Наступний фільм режисера Цзя Чжанке, знімання якого планували розпочати в Китаї в квітні, було відкладено принаймні до наступної весни, а Чжанке сказав, що він може навіть переписати сценарій; і фільм Донні Єна «Полярний порятунок», виробництво якого було призупинено до кінця року.
Однією з перших великих зупинок виробництва фільмів стала зупинка знімання фільму «Місія нездійсненна 7», знімання якої мало розпочатися у Венеції, коли знімальну групу відправили додому, а декорації залишили. Після того, як актор Том Генкс заразився коронавірусом, знімання біографічного фільму про Елвіса Преслі, над яким він працював у Квінсленді в Австралії, було зупинено, а всіх, хто брав участь у виробництві, помістили на карантин. Продюсерська компанія «Warner Bros.» почала співпрацювати з австралійськими службами охорони здоров'я, щоб ідентифікувати інших осіб, які могли контактувати з Генксом і його дружиною Рітою Вілсон, який незадовго до цього виступав у різних мистецьких закладах, зокрема в Сіднейському оперному театрі, виявився позитивним. 12 березня 2020 року знімання першої частини фільму «Marvel Studios» «Шан-Чі та Легенда Десяти Кілець», який також знімали в Австралії, було тимчасово призупинено через самоізоляцію режисера Дестіна Деніела Креттона в очікуванні результатів на тест на коронавірус, який виявився негативним.
Асоціація незалежних комерційних продюсерів на початку травня 2020 року опублікувала набір інструкцій і практик на робочому місці щодо запобігання поширенню інфекції, оскільки в США почали зніматися карантинні обмеження. Цей набір включав конкретні вказівки для всіх відділів і робочих місць, залучених до кіновиробництва. 1 червня 2020 року робоча група кіностудій і профспілок подала звіт із різними рекомендаціями щодо правил охорони здоров'я та безпеки для акторів і знімальної групи. Ці вказівки включали регулярне тестування, носіння покривал на обличчі в будь-який час, коли вони не знімаються, актори практикують соціальне дистанціювання «за можливості», зменшують або змінюють сцени, що включають «тісний контакт».
5 червня 2020 року губернатор Каліфорнії Ґевін Ньюсом оголосив, що кіно- та телевиробництво може бути відновлено в штаті з 12 червня за умови, що це дозволить стан справ та буде отримано схвалення від посадових осіб охорони здоров'я округу. Ньюсом включив ключові рекомендації зі звіту робочої групи до рекомендацій з відновлення кіновиробництва. Наступного дня група профспілок (зокрема Гільдія режисерів Америки, Міжнародний альянс працівників театральної сцени, Міжнародне братство водіїв вантажівок та Гільдія кіноакторів — Американська федерація артистів телебачення та радіо) опублікувала 36-сторінковий звіт із детальним описом протоколів безпеки, погоджених із профспілками кіно- та телевізійних виробництв, які включали регулярне тестування акторів і членів знімальної групи, закриті декорації, зони доступу, зйомки, обмежені 10-годинними сеансами, і всі виробництва, які вимагають виходу на знімальний майданчик, а також наявність інспектора з охорони праці.
9 лютого 2021 року повідомлено, що студія комп'ютерної анімації «Blue Sky Studios», яку придбав «Disney» під час покупки «21st Century Fox», буде закрита через економічний вплив пандемії на бізнес-операції «Disney». Закриття «Blue Sky» також призвело до скасування екранізації графічного роману «Німона», яка, як повідомлялося, була завершена на 75 %.

## Демонстрація фільмів
Акції компаній, які володіють правами і фінансують покази фільмів у кінотеатрах і театрах, продовжували падати, навіть коли світовий фондовий ринок відновився. У середині тижня 4 березня 2020 року акції «Cinemark» впали на 0,53 %, а AMC — на 3,5 %. Того дня реліз фільму «007: Не час помирати» був відкладений; до 6 березня акції AMC за два тижні впали на 30 %. Між 4 і 6 березня акції «Cineworld» впали на 20 %, і впали ще на 24 % 12 березня. Падіння стало результатом поєднання дій AMC, яка закрила окремі кінотеатри в Італії, і відсутності впевненості в собі на фоні перенесення релізу «007: Не час помирати»; інші нові релізи на перших вихідних у такому випадку не привернуть увагу кіноглядачів і можуть призвести до фінансових втрат для мереж, які їх демонструють. Рекламна компанія «National CineMedia» також повідомила про падіння акцій на 1,25 % 4 березня.
До 12 березня акції «Cinemark», «AMC» і «National CineMedia» впали більш ніж на 35 % з початку місяця. «Cineworld», друга за величиною мережа кінотеатрів у світі, 12 березня, коли прокат кількох фільмів було відкладено, попередила, що тривалі збої та постійне падіння акцій можуть призвести до краху компанії.
У серпні 2020 року Каліфорнія оголосила про запровадження нової системи рівнів кольорового кодування, яка дозволить скасувати обмеження в окремих округах на основі показників охорони здоров'я, починаючи з 31 серпня. Кінотеатрам буде дозволено працювати з обмеженою потужністю, якщо округ знаходиться в червоному («значному») рівні або більше. Це буде масштабуватися від 25 %/100 місць (залежно від того, що менше) у червоних округах до 50 %/200 місць в оранжевих («помірних») округах і 50 % без жорсткого максимуму в округах із найнижчим жовтим («мінімальним») рівнем. Більшість штату все ще перебувала у фіолетовому («широко поширеному») рівні на початку запровадження системи, де кінотеатри залишалися закритими. Ці розпорядження про карантинні заходи могли все ще бути заміненими суворішими правилами місцевих чиновників.
3 жовтня після того, як фільм «007: Не час помирати» було відкладено до квітня 2021 року, було повідомлено, що «Cineworld» розглядає можливість призупинення роботи всіх своїх кінотеатрів у Великій Британії та Ірландії, а також більшості кінотеатрів у США мережі «Regal Cinemas» на невизначений термін, посилаючись на вплив на її бізнес відсутністю кінематографічних релізів. Компанія підтвердила цей крок 5 жовтня, а генеральний директор Мукі Грейдінгер заявив, що це надто дорого продовжувати роботу своїх кінотеатрів без постійної лінійки нових випусків (спочатку планувалося протриматися до випуску фільму «007: Не час помирати»), і стверджував, що триваюче закриття кінотеатрів у штаті Нью-Йорк змусило студії неохоче випускати фільми внаслідок низького касового збору фільму «Тенет». Із переліку закритих закладів було виключено 7 закладів «Regal» у Каліфорнії, яким нещодавно було дозволено знову відкритися.
Хоча 7 жовтня в окрузі Сан-Франциско кінотеатри почали знову відкриватися, більшість кінотеатрів залишаються закритими через бойкот Національної асоціації власників театрів Каліфорнії та Невади через місцеві правила, які забороняють продаж концесій. Група заявила, що це обмеження «зробить економічно неможливим відновлення роботи наших членів і значно обмежує враження від перегляду кіно для нашої аудиторії». Пізніше того ж місяця компанія «Cinemark» оголосила, що знову відкриє окремі кінотеатри в районі затоки та окрузі Санта-Клара, які працюють відповідно до заборони концесій. 17 жовтня штат Нью-Йорк повідомив, що дозволить кінотеатрам за межами Нью-Йорка та в округах із середнім показником випадків за 14 днів менше 2 % знову відкритися 23 жовтня з максимальною місткістю 50 відвідувачів на зал.
9 листопада 2020 року компанія «Regal» оголосила, що частина її кінотеатрів в Каліфорнії та Нью-Йорку, які вона нещодавно знову відкрила, закриються на невизначений термін 12 листопада. Того ж дня ціни на акції «AMC», «Cinemark» і «Disney» зросли на основі попередніх звітів компанії «Pfizer» про ефективність вакцини проти COVID-19, яка розробляється цією компанією та німецькою компанією «BioNTech».
5 березня 2021 року кінотеатри в Нью-Йорку отримали дозвіл на повторне відкриття за умови того ж обмеження в 50 відвідувачів, що й у решті штату. 11 березня, після зміни кольору округу Лос-Анджелес з фіолетового на червоний у Плані безпечної економіки, департамент громадської охорони здоров'я округу Лос-Анджелес дав дозвіл кінотеатрам відновити роботу в цьому районі з 25 % місткістю. До 26 березня 42 із приблизно 107 кінотеатрів (станом на 2019 рік) у Лос-Анджелесі відновили роботу, а деякі мережі та незалежні кінотеатри очікували відновлення роботи протягом наступних кількох тижнів до прем'єри фільму «Ґодзілла проти Конга».
Через два тижні кінотеатри в Лос-Анджелесі почали знову відкриватися з 25 % місткістю. 23 березня 2021 року компанія «Regal Cinemas» повідомила, що знову відкриє свої кінотеатри з 2 квітня 2021 року. 19 квітня повідомлено, що 26 квітня кількість зайнятих місць у кінотеатрах Нью-Йорка буде збільшена до 33 %. Того ж дня Каліфорнія опублікувала додаткове повідомлення, згідно з яким в округах з оранжевим рівнем кінотеатри будуть обмежені до 50 % без жорсткого обмеження на відвідувачів, а округам із жовтим («мінімальним») рівнем буде дозволено заповнювати кінотеатри та інші заклади до 75 % місткості, якщо всі учасники нададуть підтвердження повної вакцинації або нещодавнього негативного тесту на COVID-19. Також було опубліковано вказівки щодо місць для сидіння з меншою фізичною дистанцією для тих, хто повністю вакцинований.
Після подання заяви про захист від банкрутства у жовтні 2020 року та березні 2021 року мережі «Studio Movie Grill» і «Alamo Drafthouse Cinema» відповідно вийшли з процедури банкрутства наприкінці квітня 2021 року та на початку червня 2021 року з новим фінансуванням, і деякі неефективні заклади були закриті разом із планами будівництва нових кінотеатрів. 21 квітня 2021 року «Decurion Corporation», материнська компанія «Arclight Cinemas», «Cinerama Dome» і «Pacific Theaters», оголосила про закриття всіх своїх закладів через фінансовий вплив пандемії. Через два місяці компанія «Pacific Theaters» подала заяву про банкрутство. У наступні місяці оренду багатьох колишніх кінотеатрів «Arclight Cinemas» і «Pacific Theaters» придбали інші мережі кінотеатрів, зокрема «Regal Cinemas», «AMC Theatres» і «Landmark Theaters». У червні 2022 року повідомлено, що «Decourion Corp.» планує знову відкрити "Cinerama Dom"e і колишній 14-зальний кінотеатр «Arclight Hollywood». У вересні того ж року було повідомлено, що закриті кінотеатри не відкриються знову принаймні до другої половини 2023 року. Протягом цього місяця Cineworld подала заяву про банкрутство, і закрила 12 кінотеатрів у США. У січні 2023 року компанія «Regal Cinemas» повідомила, що ще 39 її кінотеатрів закриються, якщо договір оренди не буде переглянуто. Наступного тижня «Cineworld» повідомила, що зараз проводить продаж своєї компанії та всіх її активів 30 потенційним покупцям. У лютому 2023 року компанія оголосила, що отримала близько 40 неочікуваних заявок від потенційних покупців на активи за межами США.
3 травня 2021 року губернатори Коннектикуту, Нью-Джерсі та Нью-Йорка спільно оголосили, що вони планують зняти більшість обмежень щодо кількості осіб для перебування у приміщеннях 19 травня; для кінотеатрів у Нью-Йорку вони не обмежуватимуться кількістю відвідувачів, але між групами має бути соціальна дистанція в 6 футів (1,8 м). 4 травня посадові особи охорони здоров'я штату перевели округ Лос-Анджелес на жовтий («мінімальний») рівень, але служба охорони здоров'я округу не дозволила кінотеатрам використовувати опцію в 75 % завантаженості залів. У зв'язку з прогресом у вакцинації штати Нью-Йорк і Каліфорнія у червні 2021 року скасували обмеження на кількість глядачів на культурних заходах, зокрема в кінотеатрах.
Однак до серпня 2021 року через поширення варіанту Дельта та зниження рівня вакцинації по всій країні місто Нью-Йорк (де лише 55 % жителів були повністю вакциновані) повідомило 3 серпня, що з 13 вересня доступ до критих розважальних закладів (включаючи кінотеатри) буде обмежено для тих, хто не буде вакцинованим. У жовтні 2021 року Лос-Анджелес повідомив, що з 4 листопада жителі повинні будуть надати підтвердження вакцинації проти COVID-19 для відвідування кінотеатрів.
У березні 2022 року дві найбільші мережі кінотеатрів Індії «PVR Cinemas» та «INOX Leisure» домовилися про злиття через вплив COVID-19 на роботу кінотеатрів країни.

## Стримінгові сервіси
BBC зазначала, що популярність стримінгових сервісів може зрости, особливо якщо більше людей буде знаходитись на ізоляції вдома, при цьому «The Guardian» припускала, що фільми, які не є блокбастерами, можуть відправлятися в потокове передавання швидше, ніж очікувалося, після випуску, щоб захопити цей ринок. Одним із популярних фільмів для трансляції був «Зараза» 2011 року випуску, який піднявся з 270-го найпопулярнішого фільму Warner Bros. у грудні 2019 року до другого за кількістю переглядів у 2020 році (до березня), і увійшов до топ-10 на прокаті фільмів iTunes, найімовірніше через схожість його сюжету зі спалахом COVID-19. Акції Netflix зростали у 2020 році до 12 березня. Наприкінці січня 2020 року платформа випустила оригінальний ідокументальний серіал «Пандемія: як запобігти спалаху». В Індії Disney+ транслювався наживо з 11 березня 2020 року через свою місцеву мережу «Hotstar», за 18 днів до того, як було підтверджено епідемію в країні, хоча акції «Disney» 9 березня впали на 23 %.

## Страхування
У різних галузевих виданнях і засобах масової інформації страхові брокери з «Front Row Insurance Brokers Inc.» надали коментарі щодо впливу пандемії COVID-19 на кінематограф і, зокрема, на страхування кінопродукції. COVID-19 ускладнив отримання страховки для багатьох фільмів. Багато страхових компаній додали до цих полісів «виключення інфекційних захворювань», що означає, що страхування плівки не покриватиме збитки, спричинені COVID-19. Єдині рішення щодо страхування фільмів, які пропонують покриття COVID-19, були з дуже високими виплатами; набагато вище, ніж звикли платити студії (до пандемії).